# Edda (nome)
Edda  è un nome proprio di persona italiano femminile.

## Varianti
- Maschili: Eddo[3]

### Varianti in altre lingue
- Norvegese: Hedda[2]
- Svedese: Hedda[2]
- Tedesco: Eda
- Inglese: Edie

## Origine e diffusione
È l'adattamento italiano di Hedda, un ipocoristico scandinavo del nome Edvige. Coincide inoltre con un nome anglosassone maschile, derivante probabilmente dalla radice ead ("ricco").
In Italia si è poi affermato nel Novecento dapprima grazie al successo dell'opera di Henrik Ibsen Hedda Gabler e poi, durante il fascismo, grazie alla figura di Edda Ciano, la figlia di Mussolini. È distribuito in tutta la penisola, ma è più raro nel Sud.

## Onomastico
Non esiste alcuna santa di nome "Edda"; l'onomastico si può festeggiare lo stesso giorno del nome Edvige, da cui Edda deriva.
Va notato che esiste un santo Edda, vescovo d Winchester, ricordato in data 7 luglio; il suo nome, in inglese antico Hædde, è però di origine diversa.

## Persone
- Edda Albertini, attrice italiana

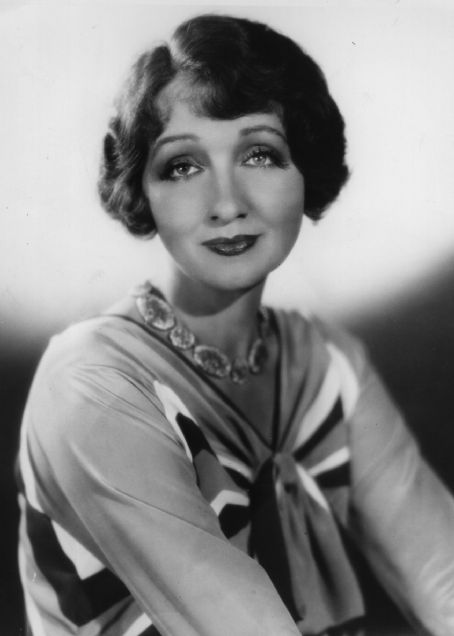
Hedda Hopper

- Edda Bresciani, egittologa e archeologa italiana
- Edda Ciano, figlia di Benito Mussolini
- Edda Dell'Orso, cantante italiana
- Þórey Edda Elísdóttir, atleta islandese
- Edda Fagni, politica, docente e sindacalista italiana
- Edda Ferronao, attrice italiana
- Edda Montanari, cantante italiana
- Edda Moser, soprano e docente universitaria tedesca
- Edda Ollari, cantante italiana
- Edda Soligo, attrice italiana

### Variante Hedda
- Hedda Hopper, attrice e giornalista statunitense
- Hedda Vernon, attrice, sceneggiatrice e produttrice cinematografica tedesca

## Il nome nelle arti
- Hedda Gabler è un personaggio dell'omonimo dramma in quattro atti di Henrik Ibsen.

## Toponimi
- 207 Hedda è un asteroide della fascia principale che prende il nome da Hedwig, moglie dell'astronomo tedesco Friedrich August Theodor Winnecke.